# L441studio
L441studio（エル441スタジオ）は、日本の女性YouTubeアーティストで歌手のLefty Hand Creamが所有する自宅の音楽録音スタジオ。「L」はLeftyのL、「441」は録音の際の基準値の周波数441Hzから命名している。
なお「L441studio」の名称は、2020年1月22日に開設した自身の公式ファンクラブの名称やその関連ツイートのハッシュタグにも使われている。